# Meteoheroes ¡Juntos por el Planeta!
Nebbercracker es un personaje ficticio de la película animada Monster House (2006), dirigida por Gil Kenan y producida por Robert Zemeckis y Steven Spielberg.
¿Quién es exactamente Nebbercracker?
Nombre completo: Horace Nebbercracker
Voz en inglés: Steve Buscemi
Rol: Vecino anciano gruñón
Descripción del personaje:
Nebbercracker es un viejo que vive en una casa aterradora al otro lado de la calle de los protagonistas. Es conocido en el vecindario por gritarle a los niños que se acercan a su jardín, confiscando juguetes que caen en su propiedad. Los niños creen que él es simplemente un viejo loco… pero más adelante en la película se revela que:
Su casa está viva.
Él intenta mantener a las personas alejadas para protegerlas, no por maldad.
Su esposa, Constance, tenía un pasado trágico, y su espíritu está ligado a la casa, la cual se ha vuelto monstruosa desde su muerte.
¿Por qué es importante?
Nebbercracker pasa de ser percibido como el "villano" de la historia a ser una figura trágica y compleja. Ayuda a los protagonistas a enfrentar la casa y revela la historia detrás del “monstruo”.
¿Quieres que te resuma la historia de la película o te interesa más saber sobre el simbolismo del personaje?